# Porto de Aratu

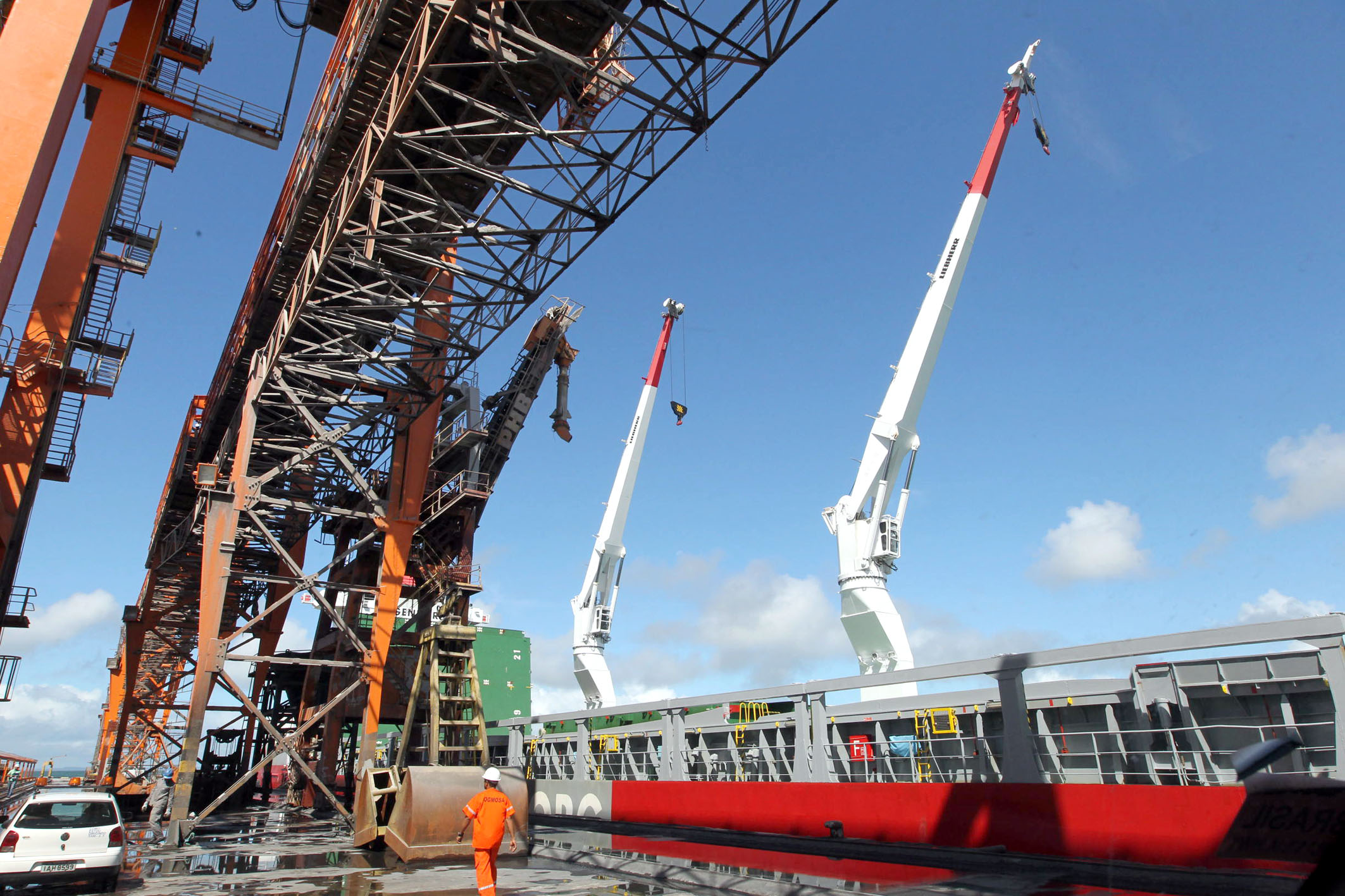
Equipamentos recuperados do Porto de Aratu, na Baía de Aratu.

O Porto de Aratu ou Aratu-Candeias é um porto brasileiro localizado no estado da Bahia, na baía de Todos-os-Santos, no município de Candeias, na enseada de Caboto, na Baía de Aratu, próximo à entrada do canal de Cotegipe, em frente à costa leste da ilha de Maré.
O porto é responsável por 60% de toda a carga movimentada em modal marítimo na Bahia, portanto possui grande importância para a economia da Bahia, pois serve como meio de escoamento da produção e da entrada de produtos para o Polo Industrial de Camaçari, o Centro Industrial de Aratu (CIA) e o complexo automotivo da Ford de Camaçari.
Produtos líquidos, gasosos e granéis sólidos são as cargas movimentadas, através de uma infraestrutura de quatro terminais, sendo um para produtos gasosos (TPG), com berço de 180 metros; outro para granéis líquidos (TGL), com dois berços que perfazem 340 metros e dois para granéis sólidos (TGS), com três berços, numa extensão de 366 metros.

## Origem
Em 11 de abril de 1966, foi criado o Centro Industrial de Aratu e, em 17 de dezembro de 1968, o Governo Federal autorizou à Usina Siderúrgica da Bahia S.A. (Usiba) a construção de um terminal de uso privativo na Ponta da Sapoca, na Baía de Todos-os-Santos. Decorridos cerca de três anos, foi aprovado, em 1 de outubro de 1971, pelo Departamento Nacional de Portos e Vias Navegáveis do Ministério dos Transportes, o projeto de implantação do Porto de Aratu e foram iniciadas, na mesma data, as obras a cargo do governo estadual. A inauguração das primeiras instalações de acostagem e depósitos ocorreu em 26 de fevereiro de 1975, com a atracação do navio Guanabara.

## Administração
O porto é administrado pela Companhia das Docas do Estado da Bahia (Codeba).

## Acessos
- Rodoviário: rodovia federal BR-324, que encontra as BR-101, BR-110 e BR-116.
- Ferroviário: Ferrovia Centro Atlântica S/A, malha Centro-Leste, antiga Superintendência Regional Salvador (SR 7), da Rede Ferroviária Federal S.A. (RFFSA).
- Marítimo: a barra se localiza na Baía de Todos os Santos, apresentando a largura de 9km, com profundidade mínima de 30m. O canal de acesso possui extensão aproximada de 3,7km, largura de 180m e profundidade de 18m.

## Fluxo de cargas
O Porto de Aratu movimentou, no ano 2000, no cais público, 3.630.797 toneladas de cargas e, fora do cais, 15.313.193 toneladas, que responderam, respectivamente, por 19% e 81% do movimento total do porto, ou seja, 18.943.990 toneladas. Com as melhorias realizadas ao longo dos anos, o porto vem aumentando sua capacidade de cargas.